# Giacomo Sintini
Giacomo Sintini, soprannominato Jack (Lugo, 16 gennaio 1979), è un ex pallavolista italiano.
Giocava nel ruolo di palleggiatore.

## Biografia
Sposato con Alessia e padre di Carolina (2008), nel 2011 scopre di avere un linfoma diffuso a grandi cellule B: dopo un anno di terapie, è tornato a giocare.
Dopo aver superato l'esperienza contro il cancro ha dato vita a un'associazione che porta il suo nome, l'Associazione Giacomo Sintini, che si pone l'obiettivo di raccogliere fondi per la ricerca su leucemie e linfomi e per l'assistenza in campo onco-ematologico.
Nel 2014 pubblica il suo primo libro, Forza e Coraggio.

## Carriera

### Giocatore

#### Club

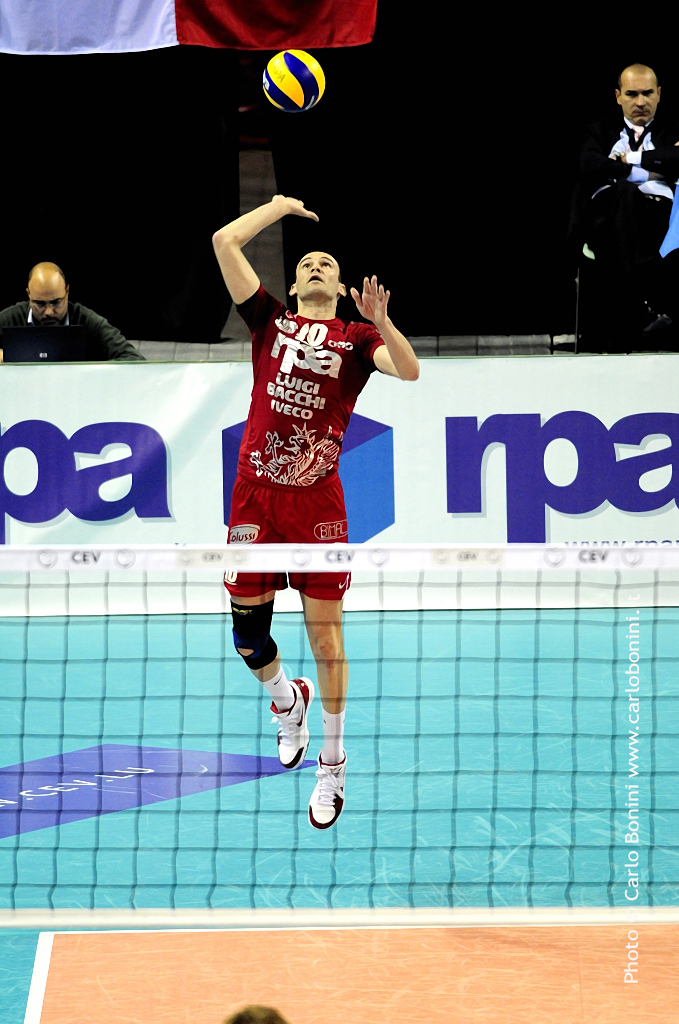
Sintini alla battuta per il Perugia nel 2010

Cresciuto nella cittadina romagnola di Bagnacavallo, iniziò la carriera pallavolistica nella sua terra natale, prima nel Porto Ravenna e successivamente nel Forlì. Nel 2001 si trasferì nel Treviso, con la quale vinse il suo primo trofeo, la Supercoppa italiana.
Dopo un solo anno in maglia orogranata si trasferì al Perugia. Con la formazione umbra raggiunse una finale play-off nella stagione 2004-05, che perse contro la sua ex squadra trevigiana; in quella circostanza venne comunque premiato come miglior palleggiatore del campionato.
Nella stagione successiva, passato a indossare la maglia della Lube di Macerata, trionfò in campionato al termine della serie finale sempre contro Treviso. Nello stesso anno si aggiudicò anche la Coppa CEV, allora il terzo trofeo continentale per importanza, e la Supercoppa italiana.
Dopo due anni nelle Marche ritornò a Perugia, dove al termine della terza stagione contribuì alla vittoria del primo e unico trofeo internazionale della squadra umbra, la Challenge Cup. Nell'estate del 2010 decise di trasferirsi per la prima volta all'estero, accettando l'offerta del Lokomotiv-Belogor'e; la sua permanenza in Russia fu però breve e, dopo soli cinque mesi, rescisse il contratto e tornò in Italia, trovando posto a dicembre nel Forlì.

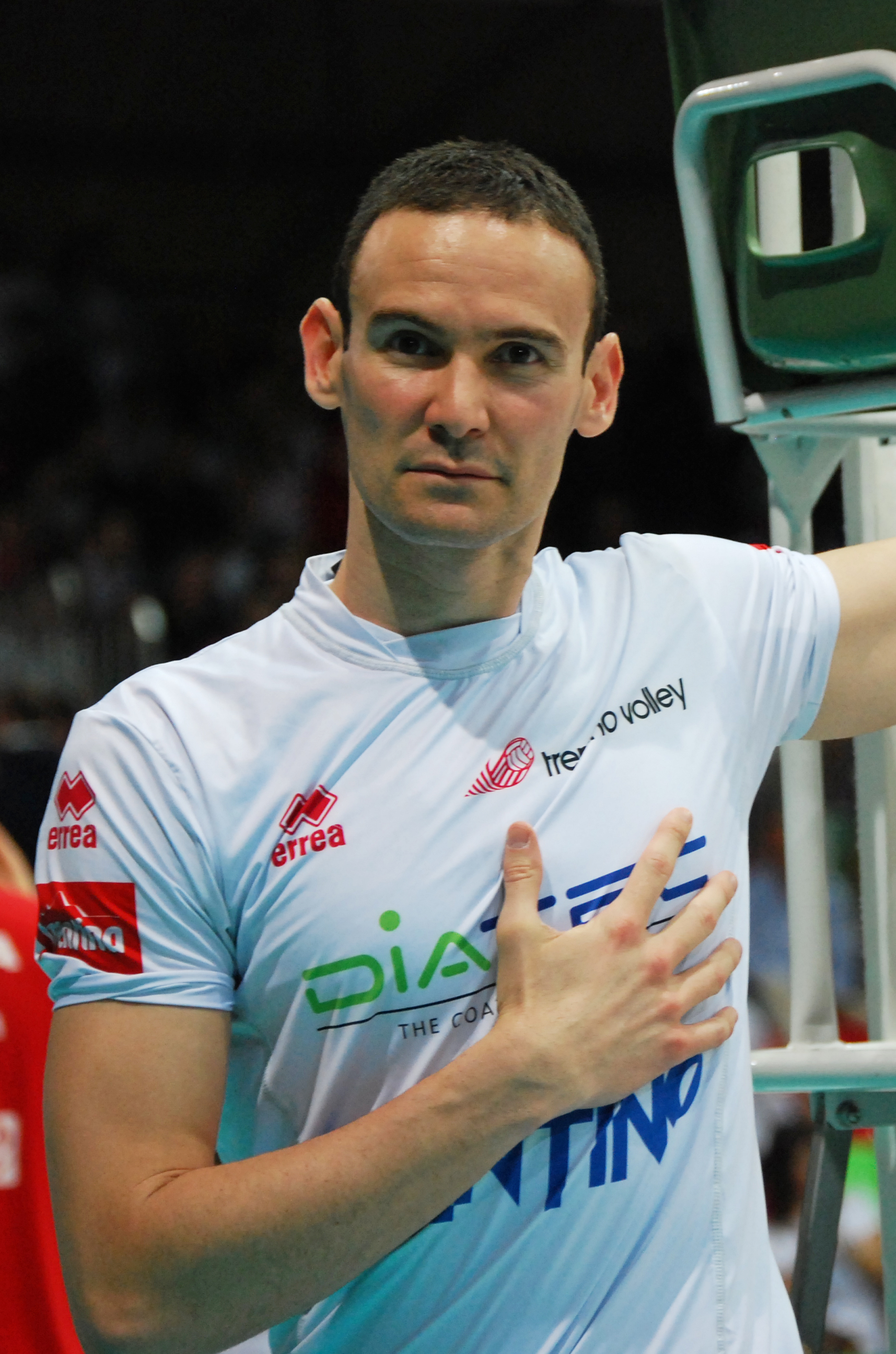
Sintini al Trentino nel 2013

Al termine della stagione agonistica 2010-11 gli venne diagnosticato un tumore al sistema linfatico, che lo costrinse a interrompere l'attività agonistica e a non poter trasferirsi in Polonia, dove era stato raggiunto un accordo con lo Jastrzębski Węgiel allenato da Lorenzo Bernardi. Dopo un anno la malattia venne superata, e l'8 maggio 2012 ottenne la certificazione di idoneità alla pratica sportiva agonistica.
A pochi giorni dal ritorno alla pallavolo venne ingaggiato dal Trentino, chiamato a prendere il posto del partente Łukasz Żygadło. Il suo esordio con la maglia gialloblù avvenne il 14 ottobre 2012 (un anno, 6 mesi e 10 giorni dopo la sua ultima apparizione ufficiale), durante una partita del primo turno del Campionato mondiale per club, trofeo che poi entrò nel suo palmarès; con la squadra trentina vince anche Coppa Italia 2012-13. Il 12 maggio 2013, a seguito dell'infortunio patito dal palleggiatore titolare Raphael de Oliveira, gioca gara 5 della finale play-off, contribuendo alla vittoria del terzo scudetto trentino; nell'occasione viene nominato miglior giocatore della partita.
Il 25 giugno 2014 viene acquistato dalla Callipo, formazione che prende parte al campionato di Serie A2 per la stagione successiva, con cui vince la Coppa Italia di categoria.

#### Nazionale
Nel 2001 esordì in nazionale, precisamente il 24 novembre a Ferrara, nell'All Star Game.
Nell'estate del 2005 venne convocato in nazionale dal commissario tecnico Gian Paolo Montali per affrontare l'europeo che si giocò proprio in Italia. Gli azzurri vinsero la competizione al PalaLottomatica di Roma contro la Russia, superata al tie-break. Pochi mesi dopo disputò in Giappone la Grand Champions Cup, dove conquistò una medaglia di bronzo.

### Dopo il ritiro
Si occupa di formazione motivazionale nelle scuole e nelle aziende.

## Palmarès

### Club
- Campionato italiano: 2

Lube: 2005-06
Trentino: 2012-13
- Coppa Italia: 1

Trentino: 2012-13
- Supercoppa italiana: 3

Treviso: 2001
Lube: 2006
Trentino: 2013
- Coppa Italia di Serie A2: 1

Callipo: 2014-15
- Campionato mondiale per club: 1

Trentino: 2012
- Coppa CEV/Challenge Cup: 2

Lube: 2005-06
Perugia: 2009-10

### Nazionale (competizioni minori)
- Campionato europeo Under-19 1997
- Campionato mondiale under 19 1997
- Giochi del Mediterraneo 2001

### Premi individuali
- 2005 - Serie A1: Miglior palleggiatore
- 2006 - Coppa CEV: Miglior palleggiatore
- 2010 - Challenge Cup: Miglior palleggiatore
- 2013 - Campionato italiano: MVP della finale

## Opere
- Forza e coraggio, Mondadori, 2014, ISBN 978-88-04-63567-3.